# Unidade de material rolante

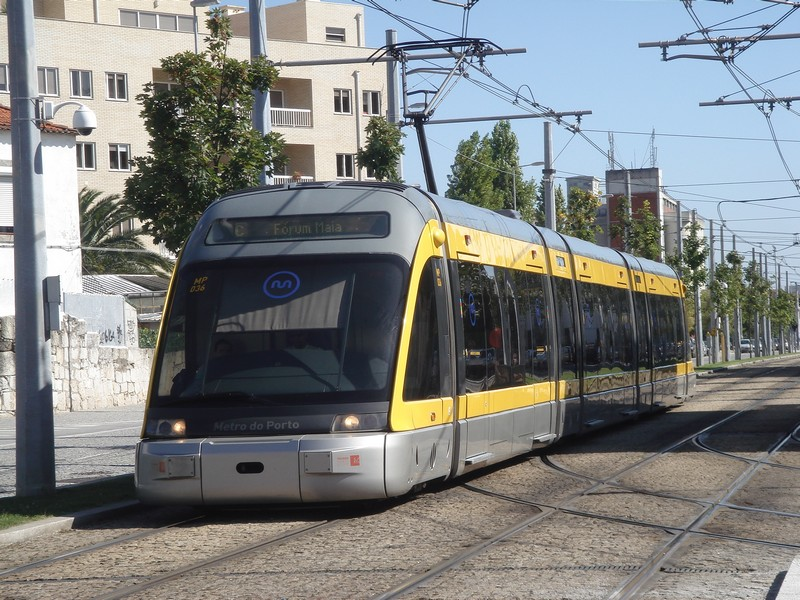
Fig 1- Um elemento VLT do Metro do Porto

Unidade de material rolante ou elemento VLT é cada conjunto de dois ou três vagões articulados, ligados entre si e inseparáveis, como os que se vêm num veículo leve sobre trilhos (VLT).
De propulsão eléctrica, são geralmente utilizados nos transportes públicos urbanos, são bi-direccionais, tripulados por um condutor em cabina separada, têm piso rebaixado e vastas janelas fixas, pelo que o ar tem que ser pulsado tanto para o aquecimento como para a ventilação da composição.

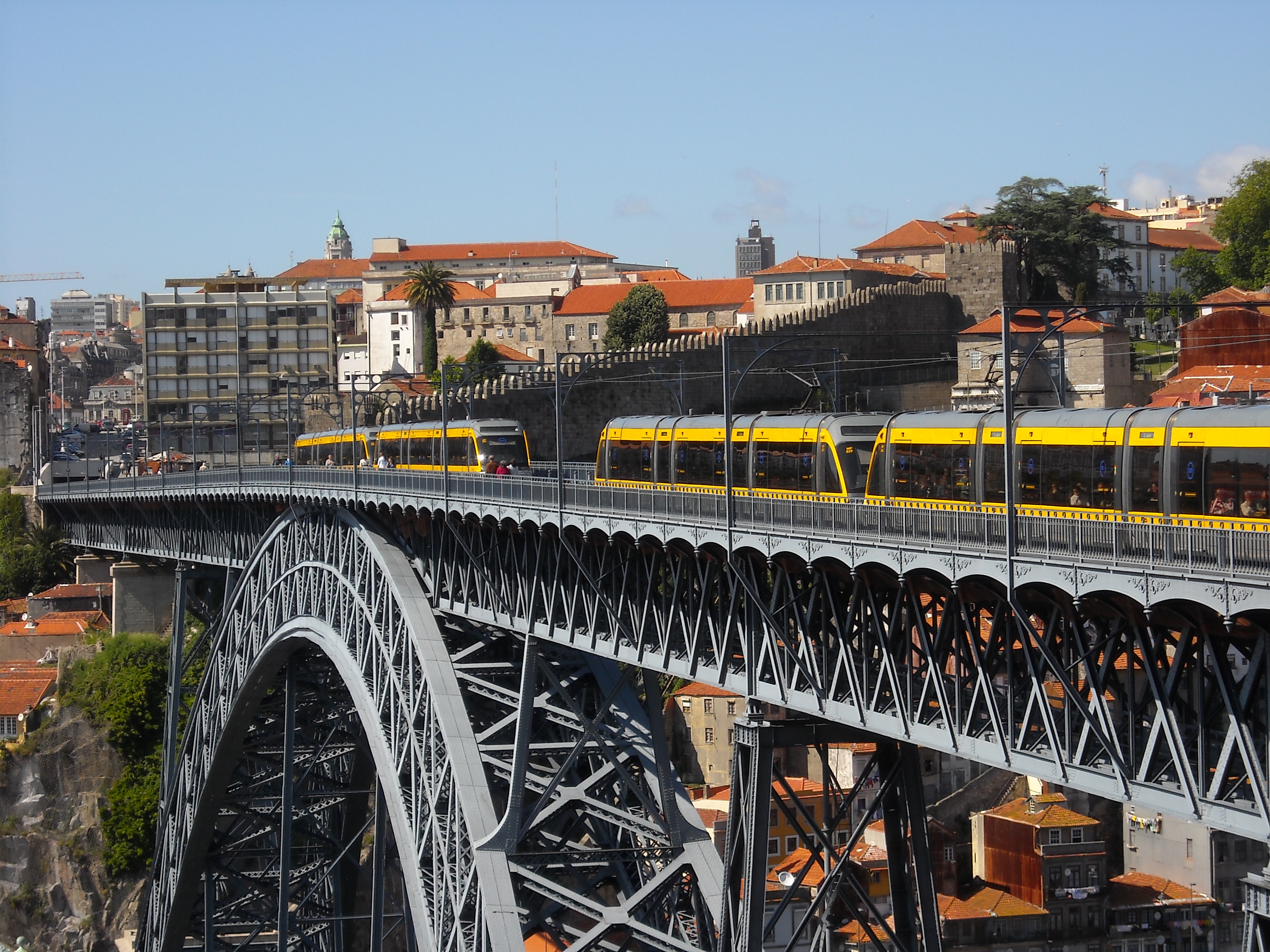
Fig 2- Dois elementos ligados entre si

Para aumentar a capacidade podem ser ligados a uma outra composição VLT (Fig 2-) para satisfazer as necessidades nas hora de ponta ou em percursos muito frequentados.